# René Owona
Pour les articles homonymes, voir Owona.
René Owona, né le 13 novembre 1936 à Yaoundé et mort le 27 octobre 2004 à Vesoul, est un ancien ministre du gouvernement au Cameroun.

## Biographie
Enfance, éducation et débuts
Fils d'un chef de gare, il fait des études d'ingénieur en agronomie et en statistiques en France. 